# Darwang
Darwang (en népalais : दर्वङ) est un comité de développement villageois du Népal situé dans le district de Myagdi. Au recensement de 2011, il comptait 3 595 habitants.